# BTR-90
BTR-90（ロシア語：БТР-90）は、ロシア連邦の装輪式水陸両用装甲兵員輸送車である。GAZによって開発され、GAZ-5923（ГАЗ-5923）とも呼ばれる。

## 開発の背景
BTR-90は、BMP-3と同様に自国のBTR-80兵員輸送車ファミリーの代替車両の開発という要求に対応するだけでなく、輸出による外貨稼ぎも大きな目的であった。この計画は1994年に発表され、10両ほどの試験車両が作られ、ロシア陸軍で試験運用が2004年まで行われた後、ロシア連邦軍でそのまま実戦配備に就いた。
その他に若干数がウクライナへも輸出されたが、実用のためというよりは自国の装甲車との比較研究のためという色合いが濃かった。本車はアラブ首長国連邦（UAE）への輸出販売の交渉が進められていたが、2011年にロシア国防省は国内への導入と輸出プログラムの中止を決定している。2013年から無人戦闘車のベースとして使用されていたが、2020年時点でそのプログラムの動向は不明。2022年ロシアのウクライナ侵攻では、少なくとも1両がウクライナ領内の前線で稼働した。

## 車体
車体はBTR-80より少し大きく、装甲はそれよりも根本的に強化されている。車体下部はV字形状となって、耐地雷性が高い。舟形底部とも呼ばれるこの形状は、水上での航行能力の向上にも寄与している。
BTR-90は、BTR-80よりも長さ・幅・高さともに大型で重量のある車両となっているにもかかわらず、機動性が大幅に向上されており、車輪を左右で前後反対方向に回転させることにより超信地旋回も可能である。
その一方でBTR-80同様にエンジンを車体後部に配置して、側面のハッチから兵士が出入りする車体構造を継承しており、一般的なエンジン前方配置の車両と比べて使い勝手が悪いばかりか、派生型車両の開発も行い辛い弱点を持っている。

## 武装など
BMP-2のものを元に作られた2名用砲塔には、スタビライザー付きの2A42 30mm機関砲（弾数：500発）と、同軸にPKT 7.62mm機関銃（弾数：2,000発）を備える。昼夜間兼用照準器BPKZ-42と昼間用照準器1P-13が標準装備され、コンピュータ化された完全自動式の射撃管制装置がオプションとされる。車上情報統制システム（BIUS）を搭載し、従来のロシア製の同種の車両よりも大幅に情報処理能力を高めている。
副武装として、砲塔の上部にRPKS 5.45mm軽機関銃かAGS-17 自動擲弾発射器（弾数：400発）または9K113 コンクールス対戦車ミサイル（1基）もしくは、別仕様として砲塔両側面に9K113対戦車ミサイル（連装発射機各1基×2=計4基）のいずれかをオプションとしている。
これらの他にも、2A70 100mm低圧滑腔砲、あるいは125mm低圧砲を搭載する自走砲型も試作されている。

## 装甲
装甲は、車体と砲塔の前面で20-30mm厚程度の防弾鋼板と考えられ、14.5mm重機関銃の銃撃に耐えられるレベルとされる。

## 運用国
- ロシア
- ウクライナ

## 登場作品

### アニメ・漫画
『魔法少女特殊戦あすか』
ロシア軍の所属車両が登場。ザヴォルジスキー兵器実験場から逃走するロシアンマフィア「狼男」を追撃するが、待ち伏せしていた「狼男」の2K22ツングースカにより機関砲で撃破される。

### ゲーム
『ARMA 2』
ロシア連邦軍の兵器として登場し、プレイヤーが操作可能。
『ゴーストリコン フューチャーソルジャー』
キャンペーンでロシア軍の装備として登場。
『バトルフィールドシリーズ』
『BF2』
MEC・スペツナズの装甲車として登場する。
『BF3』
DLC「Back To Karkand」にて、ロシア軍の歩兵戦闘車として実装される。
『BF4』
マルチプレイにロシア軍のIFVとして登場。他のIFVとは違い、砲塔が車体前方にあるため、後方からの攻撃に弱い。